# 呂翔
呂 翔（りょ しょう、生没年不詳）は、中国の後漢時代末期の武将。兗州東平郡の人。『後漢書』袁紹伝での名は「高翔」（後の蜀漢に同姓同名の武将がいるが、さすがに別人であろう）となっている。

## 正史の事跡
| 姓名           | 呂翔       |
| 時代           | 後漢時代   |
| 生没年         | 〔不詳〕   |
| 字・別号       | 〔不詳〕   |
| 本貫・出身地等 | 兗州東平郡 |
| 職官           | 大将       |
| 爵位・号等     | 列侯       |
| 陣営・所属等   | 袁尚→曹操  |
| 家族・一族     | 〔不詳〕   |

袁紹の三男袁尚配下の大将で、同族とされる呂曠も同僚である。建安8年（203年）8月、袁尚に従って、袁尚の兄・袁譚を平原に包囲する。追い詰められた袁譚は曹操に降伏し、同年10月に曹操は袁譚の救援に向かったため、袁尚は平原の包囲を解いた。ところが、呂曠と呂翔は袁尚に反逆して陽平に駐屯し、まもなく曹操に降伏して列侯に封じられた。その後、袁譚は、呂曠と呂翔に将軍の印綬を授けて懐柔しようとしたが、2人ともそれには全く乗らなかった。以後、2人とも史書には登場しない。

## 物語中の呂翔
小説『三国志演義』では呂曠の弟とされている。袁譚の説得を受けた後に兄弟で曹操に降った。列侯に封じられた件、袁譚からの将軍の印綬の件は、史実と同様である。その後、兄・呂曠と共に曹仁配下に属し、曹仁に懇願して5千の兵で新野の劉備を襲うが、敗戦して張飛に矛の一撃で仕留められる。